# Aero-Klasse
Die Aero-Klasse ist eine aus drei Einheiten bestehende Klasse von Schnellfähren der griechischen Reederei Hellenic Seaways.

## Geschichte
Die als Katamarane konzipierten Fähren wurden von der auf den Bau von Schnellfähren spezialisierten norwegischen Werft Brødrene Aa in Hyen gebaut und im Sommer 2022 fertiggestellt. Bestellt wurden sie im Januar 2021. Die Baukosten beliefen sich auf rund 21 Mio. Euro (rund 220 Mio. Norwegische Kronen).
Die drei Fähren wurden gemeinsam an Bord der Rolldock Sky nach Griechenland verschifft, wo sie am 1. August 2022 ankamen. Sie wurden am 8. August 2022 in Dienst gestellt und werden von der zur Attica Group gehörenden Reederei Hellenic Seaways im Fährverkehr zwischen Piräus und den Saronische Inseln und der Halbinsel Methana betrieben. Sie ersetzten ältere Tragflügelboote.
Die Aero 1 Highspeed wurde 2023 mit dem „Shippax Fast Ferry Award“ in der Rubrik „Fast Ferry“ ausgezeichnet.

## Beschreibung
Die Schiffe werden von zwei Viertakt-Zwölfzylinder-Dieselmotoren des Typs Caterpillar C32 mit jeweils 1.081 kW Leistung angetrieben. Die Motoren wirken über ein Getriebe auf zwei Wasserstrahlantriebe. Die Schiffe erreichen eine Geschwindigkeit von rund 32 kn. Für die Stromerzeugung stehen zwei von Dieselmotoren mit jeweils 80 kW Leistung angetriebene Generatoren mit jeweils 100 kVA Scheinleistung zur Verfügung. Zusätzlich sind die Schiffe auf dem Dach des Fahrgastraums hinter dem Steuerhaus mit Sonnenkollektoren ausgestattet. Mit dem damit erzeugten Strom werden der Fahrgastraum versorgt und beispielsweise die Beleuchtung, Bildschirme und Automaten betrieben.
Die Schiffe wurden aus kohlenstofffaserverstärktem Kunststoff gebaut. Die damit erzielte Gewichtsreduktion soll zur Verringerung des Kraftstoffverbrauchs und damit der Emissionen beitragen.
Die Einrichtungen für die Passagiere sind auf dem Hauptdeck untergebracht. Hier sind zwei miteinander verbundene Fahrgasträume mit Sesseln eingerichtet. Den Passagieren stehen Getränke- und Snackautomaten zur Verfügung. Hinter dem Fahrgastraum stehen Stellplätze für Fahrräder zur Verfügung. Die Passagierkapazität der Schiffe beträgt 150 Personen. Das Steuerhaus ist im vorderen Bereich auf den Fahrgastraum aufgesetzt.

## Schiffe
| Aero-Klasse      | Aero-Klasse | Aero-Klasse | Aero-Klasse |
| Bauname          | Baunummer   | IMO-Nummer  | Ablieferung |
| ---------------- | ----------- | ----------- | ----------- |
| Aero 1 Highspeed | 308         | 9952787     | Juni 2022   |
| Aero 2 Highspeed | 309         | 9952799     | Juni 2022   |
| Aero 3 Highspeed | 310         | 9952804     | Juli 2022   |

Die Schiffe fahren unter der Flagge Griechenlands. Heimathafen ist Piräus.

## Sonstiges
Der Schiffstyp, der von der Bauwerft als „Aero Highspeed“ bezeichnet wird, ist modular aufgebaut. Die Schiffe können auch mit anderen Konfigurationen gebaut werden. Hierbei kann beispielsweise auch die Passagierkapazität angepasst werden. Weiterhin sind neben einem dieselmechanischen Antriebskonzept auch Hybridlösungen oder ein emissionsloser Antrieb beispielsweise durch die Nutzung von Wasserstoff als Treibstoff möglich.